# Palazzo di Camposagrado (Oviedo)
Il Palazzo di Camposagrado di Oviedo è un fabbricato civile settecentesco sito in Oviedo (Asturie, Spagna).

## Storia

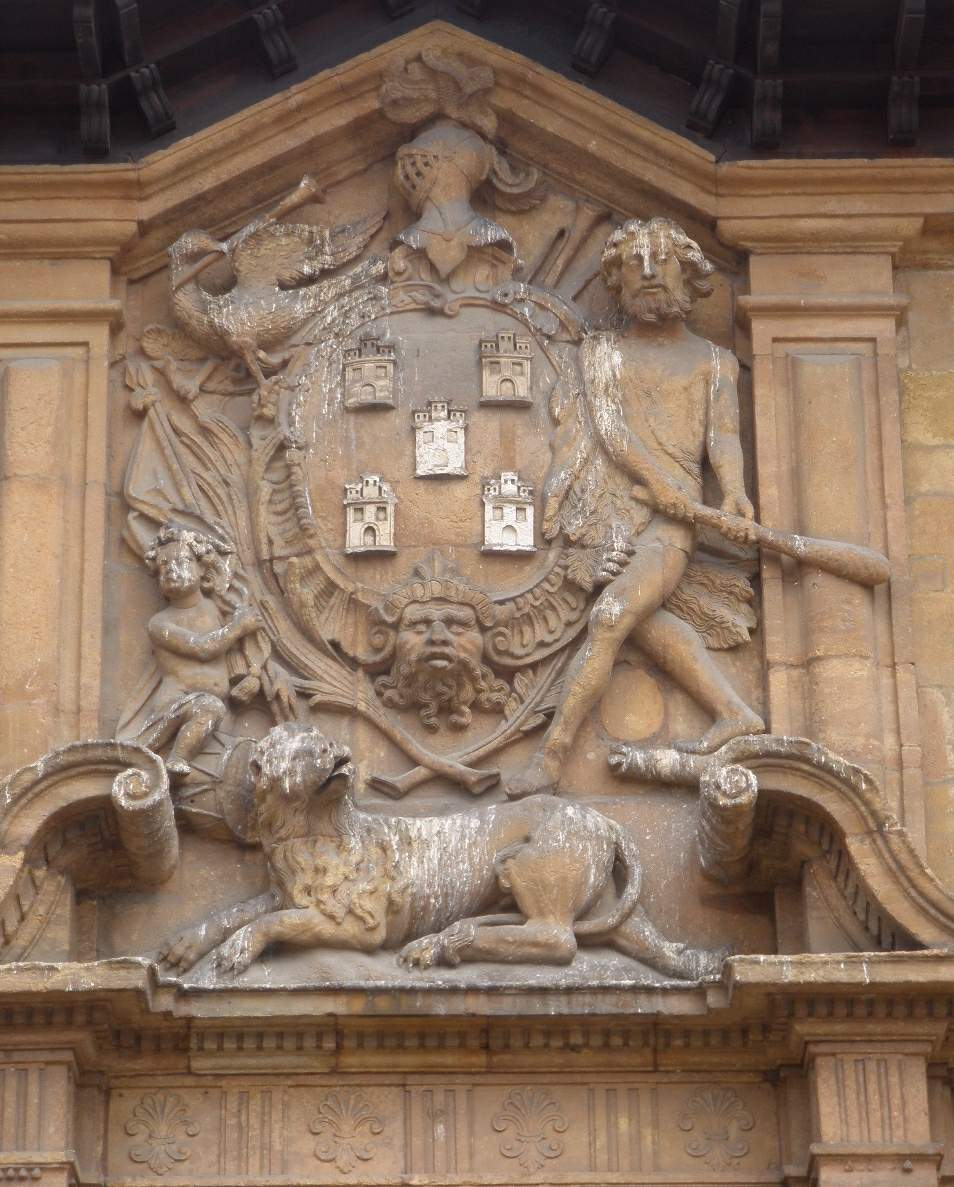
Stemma nobiliare sopra la porta principale del palazzo

IL progetto del palazzo risale all'anno 1698, quando la famiglia dei Bernaldos de Quirós iniziò una serie di revisioni delle loro proprietà, che comprendevano il terreno su cui insiste l'edificio. Delle revisioni furono incaricati inizialmente Pedro Fernández Lorenzanae Domingo Suárez Solar che, tra i progetti presentati, avevano incluso l'erezione di un edificio sullo stesso terreno, ma venne rifiutato. Solo nel 1719 l'architetto Francisco de la Riva Ladrón de Guevara diede inizio alle opere per innalzare un edificio dietro incarico del marchese di Camposagrado, arrivando a costruire fondamenta e facciata simili al Palazzo del Duca del Parque. La costruzione fu ripresa dall'architetto Pedro Antonio Menéndez de Ambás nel 1744 e fu portata a termine nel 1752.
Anche se conosciuto come Palazzo di Camposagrado, esso è poco rappresentativo di questo titolo nobiliare, poiché il suo proprietario cominciò a utilizzarlo negli ultimi nove anni della sua vita, i suoi figli non vi nacquero e suo nipote, il V marchese di Camposagrado, fu l'unico a nascervi, si sposò e visse a Barcellona, dove è considerato un notabile della città, morendovi privo di discendenti.
Subì un incendio nel 1934, durante la rivoluzione delle Asturie del 1934, fu ristrutturato nel 1940 da Enrique Rodríguez Bustelo e il 26 maggio del 1943 bene d'interesse culturale.

## Architettura
L'intervento di diversi architetti presuppone stili diversi nei piani della facciata.
L'edificio ha pianta rettangolare e si articola intorno a un patio centrale. Vi si accede attraverso due facciate, una delle quali di fronte al palazzo di Valdecarzana-Heredia, per via San Juan, l'altra in piazza de Porlier. Da entrambe le porte partono rampe di scala per accedere al piano superiore.
Il piano inferiore è per lo più barocco, con la porta inquadrata in una modanatura con orecchie.
Il piano superiore è di taglio più classico e sobrio, articolato con lesene e possiede conci bugnati agli angoli.